# Leichtathletik-Jugendweltmeisterschaften 2001
Die 2. Leichtathletik-Jugendweltmeisterschaften fanden vom 12. bis 15. Juli 2001 in der ungarischen Stadt Debrecen im dortigen István-Gyulai-Leichtathletikstadion statt.
Von 166 Ländern waren 1.335 Athleten gemeldet.
Der Deutsche Leichtathletik-Verband (DLV) hatte 23 Jungen und 23 Mädchen zu den Wettkämpfen geschickt.

## Jungen

### 100 m
| Platz | Athlet          | Land | Zeit (s) |
| ----- | --------------- | ---- | -------- |
| 1     | Darrel Brown    | TTO  | 10,31 CR |
| 2     | Willie Hordge   | USA  | 10,41 PB |
| 3     | Jonathan Wade   | USA  | 10,53    |
| 4     | Dion Rodriguez  | TTO  | 10,60    |
| 5     | Simón Maestra   | ESP  | 10,66    |
| 6     | Christian Krone | RSA  | 10,71    |
| 7     | Masaya Aikawa   | JPN  | 10,73    |
| 8     | Samuel Brits    | RSA  | 10,75    |

### 200 m
| Platz         | Athlet               | Land | Zeit (s) |
| ------------- | -------------------- | ---- | -------- |
| 1             | Jonathan Wade        | USA  | 20,95 PB |
| 2             | Michael Grant        | USA  | 21,30    |
| 3             | Dion Rodriguez       | TTO  | 21,36    |
| 4             | Tesfa Latty          | JAM  | 21,64    |
| 5             | Laurence Oboh        | GBR  | 21,66    |
| 6             | Till Helmke          | GER  | 21,78    |
|               | Tamunosiki Atorudibo | NGR  | DSQ      |
| Grafton Ifill | BAH                  | DSQ  |          |

### 400 m
| Platz | Athlet             | Land | Zeit (s) |
| ----- | ------------------ | ---- | -------- |
| 1     | Karol Grzegorczyk  | POL  | 46,90 CR |
| 2     | Piotr Kędzia       | POL  | 47,12 PB |
| 3     | Jermaine Gonzales  | JAM  | 47,51 PB |
| 4     | Ryan Preddy        | GBR  | 47,80 PB |
| 5     | Georgios Zdragas   | GRE  | 48,12    |
| 6     | Christian Krone    | RSA  | 10,71    |
| 7     | Dimítrios Grávalos | GRE  | 48,20    |
|       | Kimani Williams    | RSA  | DNF      |

### 800 m
| Platz | Athletin             | Land | Zeit (min) |
| ----- | -------------------- | ---- | ---------- |
| 1     | Salem Amer al-Badri  | QAT  | 1:50,15    |
| 2     | Cosmas Rono Kipkorir | KEN  | 1:50,35 SB |
| 3     | Fu-Pin Liao          | TPE  | 1:51,35    |
| 4     | Elijah Kiprono Boit  | KEN  | 1:51,65    |
| 5     | René Bauschinger     | GER  | 1:51,92    |
| 6     | Onalenna Baloyi      | BOT  | 1:51,98    |
| 7     | David Fiegen         | LUX  | 1:52,28    |
| 8     | Christopher Stoves   | GBR  | 1:52,73    |

### 1500 m
| Platz | Athletin                 | Land | Zeit (min) |
| ----- | ------------------------ | ---- | ---------- |
| 1     | Isaac Kiprono Songok     | KEN  | 3:36,78 PB |
| 2     | Samuel Dadi              | ETH  | 3:39,78 PB |
| 3     | Abdulrahman Suleiman     | QAT  | 3:42,03 PB |
| 4     | Samson Kiplangat Ngetich | KEN  | 3:42,88 PB |
| 5     | Samwel Mwera             | TAN  | 3:44,85 PB |
| 6     | Bartosz Nowicki          | POL  | 3:51,85    |
| 7     | Patrick Schulz           | GER  | 3:53,37    |
| 8     | Rolf Steier              | USA  | 3:53,62 PB |

### 3000 m
| Platz | Athletin         | Land | Zeit (min) |
| ----- | ---------------- | ---- | ---------- |
| 1     | Markos Geneti    | ETH  | 7:55,82 CR |
| 2     | David Kilel      | KEN  | 7:56,95 PB |
| 3     | James Kwalia     | KEN  | 7:57,71 PB |
| 4     | Yassine Mandour  | MAR  | 8:05,31 PB |
| 5     | Ahmed Khamlaoui  | TUN  | 8:15,27 PB |
| 6     | Francisco Garcia | ESP  | 8:17,17 PB |
| 7     | Xolani Nkiwane   | ZIM  | 8:17,32 PB |
| 8     | Zolani Bhitane   | RSA  | 8:18,60 PB |

### 10.000 m Bahngehen
| Platz | Athletin             | Land | Zeit (min)  |
| ----- | -------------------- | ---- | ----------- |
| 1     | Wladimir Kanaikin    | RUS  | 42:55,75 PB |
| 2     | Mikalaj Seradowitsch | BLR  | 43:44,32    |
| 3     | Francisco Flores     | MEX  | 43:53,13 PB |
| 4     | Yūki Yamazaki        | JPN  | 43:55,32 SB |
| 5     | Daniele Paris        | ITA  | 44:40,37    |
| 6     | Francisco Arcilla    | ESP  | 44:45,69 PB |
| 7     | Jared Tallent        | AUS  | 44:50,94    |
| 8     | Marko Lepojevic      | YUG  | 45:00,10    |

### 2000 m Hindernis
| Platz | Athletin              | Land | Zeit (min) |
| ----- | --------------------- | ---- | ---------- |
| 1     | David Kirwa           | KEN  | 5:33,40 PB |
| 2     | Brimin Kiprop Kipruto | KEN  | 5:36,81 PB |
| 3     | Abrham Kebeto         | ETH  | 5:37,76    |
| 4     | Mohammed Ali Al-Banai | KSA  | 5:41,12 PB |
| 5     | Brahim Taleb          | MAR  | 5:45,69    |
| 6     | Johan Lottering       | RSA  | 5:45,78 PB |
| 7     | Yuji Takashita        | JPN  | 5:47,02    |
| 8     | Hiroyoshi Umegae      | JPN  | 5:49,93    |

### 110 m Hürden
| Platz | Athlet                  | Land | Zeit (s) |
| ----- | ----------------------- | ---- | -------- |
| 1     | Nassim Mezian Brahimi   | QAT  | 13,27 PB |
| 2     | Marthinus van der Vyver | RSA  | 13,35    |
| 3     | Eddy De Lepine          | FRA  | 13,39 PB |
| 4     | Thiago Jacinto Dias     | BRA  | 13,41 PB |
| 5     | Tobias Soller           | GER  | 13,59 PB |
| 6     | Dexter Faulk            | USA  | 13,64    |
| 7     | Mohamad Zeed            | AUS  | 13,64    |
| 8     | Andreas Kundert         | SUI  | 13,80 PB |

### 400 m Hürden
| Platz | Athletin              | Land | Zeit (s) |
| ----- | --------------------- | ---- | -------- |
| 1     | Amin Mohammed Al-Ozon | SYR  | 50,25 PB |
| 2     | Jonathan Walker       | USA  | 51,32 PB |
| 3     | Kenji Narisako        | JPN  | 52,09 PB |
| 4     | Levy Ouedraogo        | BUR  | 52,33 PB |
| 5     | Siphine Mtshali       | RSA  | 52,56    |
| 6     | David Busch           | GER  | 52,71    |
| 7     | Kamel Bensaad         | ALG  | 53,23    |
|       | Julius Bungei         | KEN  | DSQ      |

### Sprint-Staffel (100 m – 200 m – 300 m – 400 m)
| Platz | Land               | Athletinnen                                                                       | Zeit (min)  |
| ----- | ------------------ | --------------------------------------------------------------------------------- | ----------- |
| 1     | Polen              | Tomasz Kaska Piotr Kędzia Karol Grzegorczyk                                       | 1:50,46 WYB |
| 2     | Vereinigte Staaten | Jonathan Wade Michael Grant Willie Hordge Jonathan Walker                         | 1:50,90     |
| 3     | Südafrika          | Samuel Brits Marthinus van der Vyver Leigh Julius L. J. van Zyl                   | 1:51,35     |
| 4     | Jamaika            | Tesfa Latty André Maxwell Usain Bolt Jermaine Gonzales                            | 1:52,36     |
| 5     | Japan              | Masaya Aikawa Shota Abe Masami Yasuda Kenji Narisako                              | 1:52,60     |
| 6     | Spanien            | Álvaro Aljarilla Simón Maestra Oscar Albalat David Testa                          | 1:54,56     |
| 7     | Griechenland       | Efthymios Stergioulis Kiriakos Giannakoudakis Dimitrios Gravalos Georgios Zdragas | 1:54,60     |
| 8     | Venezuela          | Wilmer Rivas Jorge Querales José Acevedo Olwin Granado                            | 1:55,38     |

### Hochsprung
| Platz | Athlet                 | Land | Höhe (m) |
| ----- | ---------------------- | ---- | -------- |
| 1     | Aleksey Dmitrik        | RUS  | 2,23 CR  |
| 2     | James Watson           | AUS  | 2,21 PB  |
| 3     | Aljaksandr Plisko      | BLR  | 2,19 PB  |
| 4     | Michal Bieniek         | POL  | 2,17 PB  |
| 5     | Godfrey Khotso Mokoena | RSA  | 2,10 PB  |
| 6     | Marios Iacovou         | CYP  | 2,10 PB  |
| 7     | Radoslaw Struzik       | POL  | 2,10     |
| 8     | Manjula Kumara         | SRI  | 2,10 PB  |

### Stabhochsprung
| Platz | Athlet             | Land | Höhe (m) |
| ----- | ------------------ | ---- | -------- |
| 1     | Artem Kupzow       | RUS  | 5,15     |
| 2     | Vincent Favretto   | FRA  | 5,15     |
| 3     | Go Kishita         | JPN  | 5,00     |
| 4     | Denys Fedas        | UKR  | 5,00     |
| 5     | David Foley        | CAN  | 5,00     |
| 6     | Ron Schieskow      | GER  | 4,95     |
| 7     | Takaya Shibata     | JPN  | 4,80     |
| 8     | Guillermo González | ESP  | 4,75     |

### Weitsprung
| Platz | Athlet                    | Land | Weite (m) |
| ----- | ------------------------- | ---- | --------- |
| 1     | Thiago Jacinto Dias       | BRA  | 7,72 PB   |
| 2     | Ibrahim Abdulla Al-Waleed | QAT  | 7,62      |
| 3     | Andrew Howe               | ITA  | 7,61 PB   |
| 4     | Kenji Fujikawa            | JPN  | 7,46      |
| 5     | Takaya Saeki              | JPN  | 7,45      |
| 6     | Dae-Young Go              | KOR  | 7,40      |
| 7     | Brian Calhoun             | USA  | 7,38 PB   |
| 8     | An-Ko Lin                 | TPE  | 7,19      |

### Dreisprung
| Platz | Athlet                | Land | Weite (m) |
| ----- | --------------------- | ---- | --------- |
| 1     | Jonathan Moore        | GBR  | 16,36 CR  |
| 2     | Arnie David Giralt    | CUB  | 16,33 PB  |
| 3     | Osniel Tosca          | CUB  | 15,67     |
| 4     | Chen Pei              | CHN  | 15,55     |
| 5     | Mujahid Al-Yassen     | KSA  | 15,22 PB  |
| 6     | Majid Ghazi Marzouq   | KSA  | 15,15 PB  |
| 7     | Aleh Bondar           | BLR  | 15,10     |
| 8     | Efthymios Stergioulis | GRE  | 14,57     |

### Kugelstoßen
| Platz | Athlet                   | Land | Weite (m) |
| ----- | ------------------------ | ---- | --------- |
| 1     | Georgi Iwanow            | BUL  | 19,73 PB  |
| 2     | Yasser Farag             | EGY  | 19,58 PB  |
| 3     | Min-Won Lee              | KOR  | 19,57 PB  |
| 4     | Khalid Habash al-Suwaidi | QAT  | 19,43     |
| 5     | Alexander Grekow         | RUS  | 19,32 PB  |
| 6     | Gustavo Mendonça         | BRA  | 19,03     |
| 7     | Eoin Leen                | IRL  | 18,82     |
| 8     | Jiovanny García          | COL  | 18,59 PB  |

### Diskuswurf
| Platz | Athlet                    | Land | Weite (m) |
| ----- | ------------------------- | ---- | --------- |
| 1     | Khalid Habash al-Suwaidi  | QAT  | 62,67 PB  |
| 2     | Robert Harting            | GER  | 62,04     |
| 3     | Omar Ahmed el-Ghazaly     | EGY  | 61,06     |
| 4     | Andrij Semenow            | UKR  | 58,38 PB  |
| 5     | Sultan Mubarak al-Dawoodi | KSA  | 57,78 PB  |
| 6     | Tobias Obermaier          | GER  | 57,74     |
| 7     | Timothy Driesen           | AUS  | 57,51     |
| 8     | Assad Mamoon              | QAT  | 53,65 PB  |

### Hammerwurf
| Platz | Athlet                 | Land | Weite (m) |
| ----- | ---------------------- | ---- | --------- |
| 1     | József Horváth         | HUN  | 80,11 CR  |
| 2     | Werner Smit            | RSA  | 79,48     |
| 3     | Kirill Ikonnikow       | RUS  | 77,75 PB  |
| 4     | Mohamed Faraj al-Kaabi | QAT  | 75,75 PB  |
| 5     | Pawel Krywizki         | BLR  | 75,15 PB  |
| 6     | Ali Mohamed al-Zankawi | KUW  | 72,91     |
| 7     | Jaroslaw Zabrocki      | POL  | 72,80     |
| 8     | Robert Maksymiuk       | POL  | 72,73 PB  |

### Speerwurf
| Platz | Athlet              | Land | Weite (m) |
| ----- | ------------------- | ---- | --------- |
| 1     | Teemu Wirkkala      | FIN  | 76,18 PB  |
| 2     | Hamad Khalifa Jabir | QAT  | 73,56 PB  |
| 3     | Tero Järvenpää      | FIN  | 68,85 PB  |
| 4     | Till Siegling       | GER  | 67,95     |
| 5     | Joshua Robinson     | AUS  | 66,64     |
| 6     | Zoltán Magyari      | HUN  | 66,34     |
| 7     | Bohdan Chartschenko | UKR  | 65,31     |
| 8     | Yeóryios Pános      | GRE  | 63,03     |

### Achtkampf
| Platz | Athletin             | Land | Punkte |
| ----- | -------------------- | ---- | ------ |
| 1     | Rene Oruman          | EST  | 6219   |
| 2     | Essa Mufarrah        | KSA  | 6024   |
| 3     | Jason Dudley         | AUS  | 5997   |
| 4     | Akira Kano           | JPN  | 5947   |
| 5     | Kamghe Gaba          | GER  | 5875   |
| 6     | Jamie Adjetey-Nelson | CAN  | 5809   |
| 7     | Johannes Kuenz       | AUT  | 5799   |
| 8     | Jirí Kliner          | CZE  | 5771   |

## Mädchen

### 100 m
| Platz | Athletin             | Land | Zeit (s) |
| ----- | -------------------- | ---- | -------- |
| 1     | Allyson Felix        | USA  | 11,57    |
| 2     | Kerron Stewart       | JAM  | 11,72    |
| 3     | Zuzana Kosová        | CZE  | 11,83 PB |
| 4     | Simone Facey         | JAM  | 10,83    |
| 5     | Jekaterina Kusnezowa | RUS  | 11,85    |
| 6     | Vicky Van Os         | RSA  | 11,96    |
| 7     | Utica Edgecombe      | BAH  | 15,05    |
|       | Tissilli Rogers      | USA  | DNF      |

### 200 m
| Platz         | Athletin        | Land | Zeit (s) |
| ------------- | --------------- | ---- | -------- |
| 1             | Angel Perkins   | USA  | 23,07 CR |
| 2             | Amy Spencer     | GBR  | 23,45 PB |
| 3             | Zuzana Kosová   | CZE  | 23,98 PB |
| 4             | Iwet Lalowa     | BUL  | 24,39    |
| 5             | April Brough    | NZL  | 24,40    |
| 6             | Nadia Cocoranu  | ROU  | 24,66    |
|               | Nelkis Casabona | CUB  | DSQ      |
| Wolha Warabej | BLR             | DNF  |          |

### 400 m
| Platz | Athletin            | Land | Zeit (s) |
| ----- | ------------------- | ---- | -------- |
| 1     | Stephanie Smith     | USA  | 52,19 CR |
| 2     | Jerrika Chapple     | USA  | 52,80 SB |
| 3     | Anneisha McLaughlin | JAM  | 53,35    |
| 4     | Olga Tereschkowa    | KAZ  | 53,82    |
| 5     | Joanne Cuddihy      | IRL  | 53,86 PB |
| 6     | Marija Drjachlowa   | RUS  | 54,52    |
| 7     | Ioana Ciurila       | ROU  | 54,62    |
| 8     | Yu Mei              | CHN  | 55,30    |

### 800 m
| Platz | Athletin                | Land | Zeit (min) |
| ----- | ----------------------- | ---- | ---------- |
| 1     | Cherotich Kipkorir Ruto | KEN  | 2:05,50 CR |
| 2     | Veronika Plesarová      | CZE  | 2:06,01 PB |
| 3     | Carlene Robinson        | JAM  | 2:06,18 PB |
| 4     | Danielle Barnes         | GBR  | 2:06,51 PB |
| 5     | Anna Alminowa           | RUS  | 2:08,20    |
| 6     | Lisa Corrigan           | AUS  | 2:08,77    |
| 7     | Doreen Klose            | GER  | 2:09,54    |
| 8     | Jemma Simpson           | GBR  | 2:11,38    |

### 1500 m
| Platz | Athletin         | Land | Zeit (min) |
| ----- | ---------------- | ---- | ---------- |
| 1     | Georgie Clarke   | AUS  | 4:14,09 CR |
| 2     | Florence Kyalo   | KEN  | 4:15,71 SB |
| 3     | Sentayehu Ejigu  | ETH  | 4:17,51    |
| 4     | Inna Poluškina   | LAT  | 4:19,65    |
| 5     | Zoe Jelbert      | GBR  | 4:20,56 PB |
| 6     | Yukari So        | JPN  | 4:22,86    |
| 7     | Yu Lanying       | CHN  | 4:23,44    |
| 8     | Amanda Kohlmeier | CAN  | 4:25,63    |

### 3000 m
| Platz | Athletin                   | Land | Zeit (min) |
| ----- | -------------------------- | ---- | ---------- |
| 1     | Sally Kaptich Chepyego     | KEN  | 9:09,95 SB |
| 2     | Mestawet Tufa              | ETH  | 9:11,60 PB |
| 3     | Fridah Chepkemoi Domongole | KEN  | 9:12,70    |
| 4     | Chiaki Iwamoto             | JPN  | 9:26,25    |
| 5     | Mariem Alaoui Selsouli     | MAR  | 9:26,27 PB |
| 6     | Tomoko Horioka             | JPN  | 9:28,57    |
| 7     | Catherine Chikwakwa        | MAW  | 9:35,41    |
| 8     | Alicia González            | ESP  | 9:52,07    |

### 5000 m Bahngehen
| Platz | Athletin               | Land | Zeit (min)  |
| ----- | ---------------------- | ---- | ----------- |
| 1     | Jiang Kun              | CHN  | 22:49,21 PB |
| 2     | Xenija Ischtschejkina  | RUS  | 22:58,43    |
| 3     | Snjaschana Jurtschanka | BLR  | 23:28,51 PB |
| 4     | Ulrike Sischka         | GER  | 23:37,71    |
| 5     | Brigita Virbalyté      | LTU  | 23:59,84 PB |
| 6     | Lorena Luaces          | ESP  | 24:03,71 PB |
| 7     | Maja Landmann          | GER  | 24:18,91    |
| 8     | Alessandra Picagevicz  | BRA  | 24:24,83    |

### 100 m Hürden
| Platz | Athletin          | Land | Zeit (s) |
| ----- | ----------------- | ---- | -------- |
| 1     | Kathrin Geissler  | GER  | 13,49 PB |
| 2     | Ashley Lodree     | USA  | 13,75 PB |
| 2     | Carla Fick        | RSA  | 13,75    |
| 4     | Jewgenija Snihur  | UKR  | 13,83    |
| 5     | Soledad Donzino   | ARG  | 13,91 PB |
| 6     | Eliána Durkó      | HUN  | 13,92 PB |
| 7     | Fumiko Kumagai    | JPN  | 13,97 PB |
| 8     | Natalja Jakowlewa | RUS  | 14,15    |

### 400 m Hürden
| Platz | Athletin        | Land | Zeit (s)  |
| ----- | --------------- | ---- | --------- |
| 1     | Camile Robinson | JAM  | 58,72 WYB |
| 2     | Kimberley Crow  | AUS  | 59,28 PB  |
| 3     | Olga Nikolayewa | RUS  | 59,41     |
| 4     | Monique Balsamo | RSA  | 59,90 PB  |
| 5     | Faye Harding    | GBR  | 60,21     |
| 6     | Anna Rybakowa   | UKR  | 60,76 PB  |
| 7     | Carla Coetzee   | RSA  | 61,13     |
| 8     | Courtney Clark  | USA  | 63,70     |

### Sprint-Staffel (100 m – 200 m – 300 m – 400 m)
| Platz | Land               | Athletinnen                                                        | Zeit (min)  |
| ----- | ------------------ | ------------------------------------------------------------------ | ----------- |
| 1     | Vereinigte Staaten | Ashley Lodree Allyson Felix Angel Perkins Stephanie Smith          | 2:03,83 WYB |
| 2     | Jamaika            | Shaunette Davidson Kerron Stewart Kashain Page Anneisha McLaughlin | 2:07,45     |
| 3     | Rumänien           | Mariana Bilal Nadia Cocoranu Gabriela Ciuca Ioana Ciurila          | 2:09,70     |
| 4     | Ukraine            | Julija Semenowa Liset Assehbede Weronika Demtschuk Oxana Scheremet | 2:11,13     |
| 5     | Belarus            | Iryna Andruchowa Wolha Woranawa Swjatlana Milizyna Wolha Warabei   | 2:11,41     |
| 5     | Kanada             | Darcelle McCutcheon Lindsay Wilson Shannon Boodram Patricia Mayers | 2:11,50     |
| 7     | Neuseeland         | Sarah Cowley April Brough Monique Williams Anna Spriggens          | 2:11,66     |
|       | Japan              | Saori Kaneko Hitomi Yamamoto Chiaki Tsukamoto Kei Ominato          | DSQ         |

### Hochsprung
| Platz | Athletin             | Land | Höhe (m) |
| ----- | -------------------- | ---- | -------- |
| 1     | Aileen Wilson        | GBR  | 1,87 PB  |
| 2     | Petrina Price        | AUS  | 1,81     |
| 3     | Levern Spencer       | LCA  | 1,81 PB  |
| 4     | Dagmar Kulma         | GER  | 1,78     |
| 5     | Arrate Azcona        | ESP  | 1,78 SB  |
| 6     | Persefoni Hatzinakou | GRE  | 1,74     |
| 7     | Shaunette Davidson   | JAM  | 1,74     |
| 8     | Karina Vnukova       | LTU  | 1,70     |

### Stabhochsprung
| Platz | Athletin              | Land | Höhe (m) |
| ----- | --------------------- | ---- | -------- |
| 1     | Silke Spiegelburg     | GER  | 4,00 PB  |
| 2     | Alexandra Kirjaschowa | RUS  | 4,00 PB  |
| 3     | Anna Olko             | POL  | 3,95 PB  |
| 4     | Simone Langhirt       | GER  | 3,90 PB  |
| 5     | Annelie van Wyk       | RSA  | 3,90     |
| 6     | Wendy Young           | AUS  | 3,80 PB  |
| 7     | Julene Bailey         | USA  | 3,80     |
| 8     | Dímitra Emmanouíl     | GRE  | 3,60     |

### Weitsprung
| Platz | Athletin          | Land | Weite (m) |
| ----- | ----------------- | ---- | --------- |
| 1     | Shermin Oksuz     | AUS  | 6,41      |
| 2     | Elena Anghelescu  | ROU  | 6,32 PB   |
| 3     | Angela Dies       | GER  | 6,03      |
| 4     | Cristine Spătaru  | ROU  | 6,03 PB   |
| 5     | Sophie Krauel     | GER  | 6,02      |
| 6     | Kemesha Whitmire  | USA  | 5,97      |
| 7     | Justine Robbeson  | RSA  | 5,96      |
| 8     | Sonja Weissenböck | AUT  | 5,75      |

### Dreisprung
| Platz | Athletin              | Land | Weite (m) |
| ----- | --------------------- | ---- | --------- |
| 1     | Alina Popescu         | ROU  | 13,76 PB  |
| 2     | Svetlana Bolshakova   | RUS  | 13,32     |
| 3     | Michelle Sanford      | USA  | 13,22 PB  |
| 4     | Karoline Köhler       | GER  | 13,20 PB  |
| 5     | Irina Maximowa        | RUS  | 12,83     |
| 6     | Natalija Tomaschewska | UKR  | 12,83     |
| 7     | Agata Kosuda          | POL  | 12,71     |
| 8     | Mfon Etim             | SWE  | 12,61     |

### Kugelstoßen
| Platz | Athletin         | Land | Weite (m) |
| ----- | ---------------- | ---- | --------- |
| 1     | Valerie Adams    | NZL  | 16,87     |
| 2     | Michelle Carter  | USA  | 15,23 PB  |
| 3     | Julija Leanzjuk  | BLR  | 15,08 PB  |
| 4     | Jelena Schlejzje | RUS  | 15,02     |
| 5     | Yu Ping          | CHN  | 14,49     |
| 6     | Julia Wiechmann  | GER  | 14,42     |
| 7     | Chrysi Mousidou  | GRE  | 14,34     |
| 8     | Nadine Lange     | GER  | 14,31     |

### Diskuswurf
| Platz | Athletin                | Land | Weite (m) |
| ----- | ----------------------- | ---- | --------- |
| 1     | Ma Xuejun               | CHN  | 54,93     |
| 2     | Darja Pischtschalnikowa | RUS  | 49,37     |
| 3     | Amarachi Ukabam         | USA  | 46,13     |
| 4     | Kateryna Karsak         | UKR  | 45,90     |
| 5     | Katalin Máté            | HUN  | 45,87 PB  |
| 6     | Magdel Venter           | RSA  | 45,59 PB  |
| 7     | Valentina Aniballi      | ITA  | 43,58     |
| 8     | Olena Fyl               | UKR  | 42,59     |

### Hammerwurf
| Platz | Athletin              | Land | Weite (m) |
| ----- | --------------------- | ---- | --------- |
| 1     | Andrea Kéri           | HUN  | 59,86 PB  |
| 2     | Berta Castells        | ESP  | 59,65     |
| 3     | Maryja Smaliatschkowa | BLR  | 59,16     |
| 4     | Jennifer Dahlgren     | ARG  | 56,96 PB  |
| 5     | Natalija Solotuchina  | UKR  | 56,26     |
| 6     | Julija Rosenfeld      | RUS  | 55,87     |
| 7     | Switlana Kowaltschuk  | UKR  | 54,95     |
| 8     | Valentina Srša        | CRO  | 53,29 PB  |

### Speerwurf
| Platz | Athletin          | Land | Weite (m) |
| ----- | ----------------- | ---- | --------- |
| 1     | Kimberley Mickle  | AUS  | 51,83 PB  |
| 2     | Justine Robbeson  | RSA  | 51,54 PB  |
| 3     | Andrea Kvetová    | CZE  | 51,49     |
| 4     | Pauliina Paunu    | FIN  | 48,12 PB  |
| 5     | Wu Meihong        | CHN  | 47,93     |
| 6     | Yuneisy Rodríguez | CUB  | 47,63     |
| 7     | Elfje Willemsen   | BEL  | 46,82     |
| 8     | Ayako Yamazaki    | JPN  | 45,61     |

### Siebenkampf
| Platz | Athletin            | Land | Punkte |
| ----- | ------------------- | ---- | ------ |
| 1     | Annett Fleming      | GER  | 5470   |
| 2     | Christine Schulz    | GER  | 5346   |
| 3     | Amandine Constantin | FRA  | 5296   |
| 4     | Olga Alexejewa      | KAZ  | 5198   |
| 5     | Iryna Nikolajewa    | UKR  | 5153   |
| 6     | Alena-Maria Padi    | GRE  | 5087   |
| 7     | Györgyi Farkas      | HUN  | 5082   |
| 8     | Karolina Tymińska   | POL  | 5023   |

## Abkürzungen
- WR = Weltrekord
- WU20R = U20-Weltrekord
- OR = olympischer Rekord
- YOR = olympischer Jugendrekord
- AR = Kontinentalrekord
- AU20R = U20-Kontinentalrekord
- NR = nationaler Rekord
- NU20R = nationaler U20-Rekord
- CR = Meisterschaftsrekord
- MR = Veranstaltungsrekord
- WB = Weltbestleistung
- WU20B = U20-Weltbestleistung
- WU18B = U18-Weltbestleistung
- AB = Kontinentalbestleistung
- AU20B = U20-Kontinentalbestleistung
- AU18B = U18-Kontinentalbestleistung
- NB = nationale Bestleistung
- NU20B = nationale U20-Bestleistung
- NU18B = nationale U18-Bestleistung
- PB = persönliche Bestleistung
- SB = persönliche Saisonbestleistung
- QB = Qualifikationsbestleistung
- WL = Weltjahresbestleistung
- WU20L = U20-Weltjahresbestleistung
- WU18L = U18-Weltjahresbestleistung
- DSQ = disqualifiziert (engl. Disqualified)
- DNS = Wettkampf nicht angetreten (engl. Did Not Start)
- DNF = Wettkampf nicht beendet (engl. Did Not Finish)

## Medaillenspiegel
| Medaillenspiegel (Endstand nach 39 Entscheidungen) | Medaillenspiegel (Endstand nach 39 Entscheidungen) | Medaillenspiegel (Endstand nach 39 Entscheidungen) | Medaillenspiegel (Endstand nach 39 Entscheidungen) | Medaillenspiegel (Endstand nach 39 Entscheidungen) | Medaillenspiegel (Endstand nach 39 Entscheidungen) |
| Platz                                              | Land                                               | Gold                                               | Silber                                             | Bronze                                             | Gesamt                                             |
| -------------------------------------------------- | -------------------------------------------------- | -------------------------------------------------- | -------------------------------------------------- | -------------------------------------------------- | -------------------------------------------------- |
| 01                                                 | Vereinigte Staaten                                 | 5                                                  | 7                                                  | 3                                                  | 15                                                 |
| 02                                                 | Kenia                                              | 4                                                  | 4                                                  | 2                                                  | 10                                                 |
| 03                                                 | Russland                                           | 3                                                  | 4                                                  | 2                                                  | 9                                                  |
| 04                                                 | Australien                                         | 3                                                  | 3                                                  | 1                                                  | 7                                                  |
| 05                                                 | Katar                                              | 3                                                  | 2                                                  | 1                                                  | 6                                                  |
| 06                                                 | Deutschland                                        | 3                                                  | 2                                                  | 1                                                  | 6                                                  |
| 07                                                 | Vereinigtes Königreich                             | 2                                                  | 1                                                  | 0                                                  | 4                                                  |
| 08                                                 | Polen                                              | 2                                                  | 1                                                  | 1                                                  | 4                                                  |
| 9                                                  | Volksrepublik China                                | 2                                                  | 0                                                  | 0                                                  | 2                                                  |
| 9                                                  | Ungarn                                             | 2                                                  | 0                                                  | 0                                                  | 2                                                  |
| 011                                                | Jamaika                                            | 1                                                  | 2                                                  | 3                                                  | 6                                                  |
| 012                                                | Äthiopien                                          | 1                                                  | 2                                                  | 2                                                  | 5                                                  |
| 013                                                | Rumänien                                           | 1                                                  | 1                                                  | 1                                                  | 3                                                  |
| 14                                                 | Finnland                                           | 1                                                  | 0                                                  | 1                                                  | 2                                                  |
| 14                                                 | Trinidad und Tobago                                | 1                                                  | 0                                                  | 1                                                  | 2                                                  |
| 16                                                 | Brasilien                                          | 1                                                  | 0                                                  | 0                                                  | 1                                                  |
| 16                                                 | Bulgarien                                          | 1                                                  | 0                                                  | 0                                                  | 1                                                  |
| 16                                                 | Estland                                            | 1                                                  | 0                                                  | 0                                                  | 1                                                  |
| 16                                                 | Neuseeland                                         | 1                                                  | 0                                                  | 0                                                  | 1                                                  |
| 16                                                 | Syrien                                             | 1                                                  | 0                                                  | 0                                                  | 1                                                  |
| 021                                                | Südafrika                                          | 0                                                  | 3                                                  | 2                                                  | 5                                                  |
| 022                                                | Belarus                                            | 0                                                  | 1                                                  | 4                                                  | 5                                                  |
| 023                                                | Tschechien                                         | 0                                                  | 1                                                  | 3                                                  | 4                                                  |
| 024                                                | Frankreich                                         | 0                                                  | 1                                                  | 2                                                  | 3                                                  |
| 25                                                 | Kuba                                               | 0                                                  | 1                                                  | 1                                                  | 2                                                  |
| 25                                                 | Ägypten                                            | 0                                                  | 1                                                  | 1                                                  | 2                                                  |
| 27                                                 | Saudi-Arabien                                      | 0                                                  | 1                                                  | 0                                                  | 1                                                  |
| 27                                                 | Spanien                                            | 0                                                  | 1                                                  | 0                                                  | 1                                                  |
| 029                                                | Japan                                              | 0                                                  | 0                                                  | 2                                                  | 2                                                  |
| 30                                                 | Italien                                            | 0                                                  | 0                                                  | 1                                                  | 1                                                  |
| 30                                                 | Mexiko                                             | 0                                                  | 0                                                  | 1                                                  | 1                                                  |
| 30                                                 | St. Lucia                                          | 0                                                  | 0                                                  | 1                                                  | 1                                                  |
| 30                                                 | Südkorea                                           | 0                                                  | 0                                                  | 1                                                  | 1                                                  |
| 30                                                 | Taiwan                                             | 0                                                  | 0                                                  | 1                                                  | 1                                                  |
| Gesamt                                             | Gesamt                                             | 39                                                 | 39                                                 | 39                                                 | 117                                                |